# Zarzosa
Zarzosa es un municipio de España perteneciente a la comunidad autónoma de La Rioja.

## Historia
En 1366 fue incluida entre las localidades del Señorío de Cameros, que fue cedido por Enrique II de Trastámara a Juan Ramírez de Arellano por su apoyo en la lucha contra Pedro I el Cruel.
En 1556, Martín Gil apuntaba en su "Relación del Arciprestazgo de Arnedo": "El dicho lugar de Carcosa es de ochenta bezinos jurisdicción del conde de Aguilar …".
Hasta 1708 fue aldea de Munilla perteneciendo al señorío de los condes de Aguilar e Inestrillas, quienes nombraban su alcalde ordinario, pero ese año se independizó tras pagar ocho mil quinientos reales.
A mediados del siglo XIX, contaba con una fábrica de paños y tres tintes.

## Política

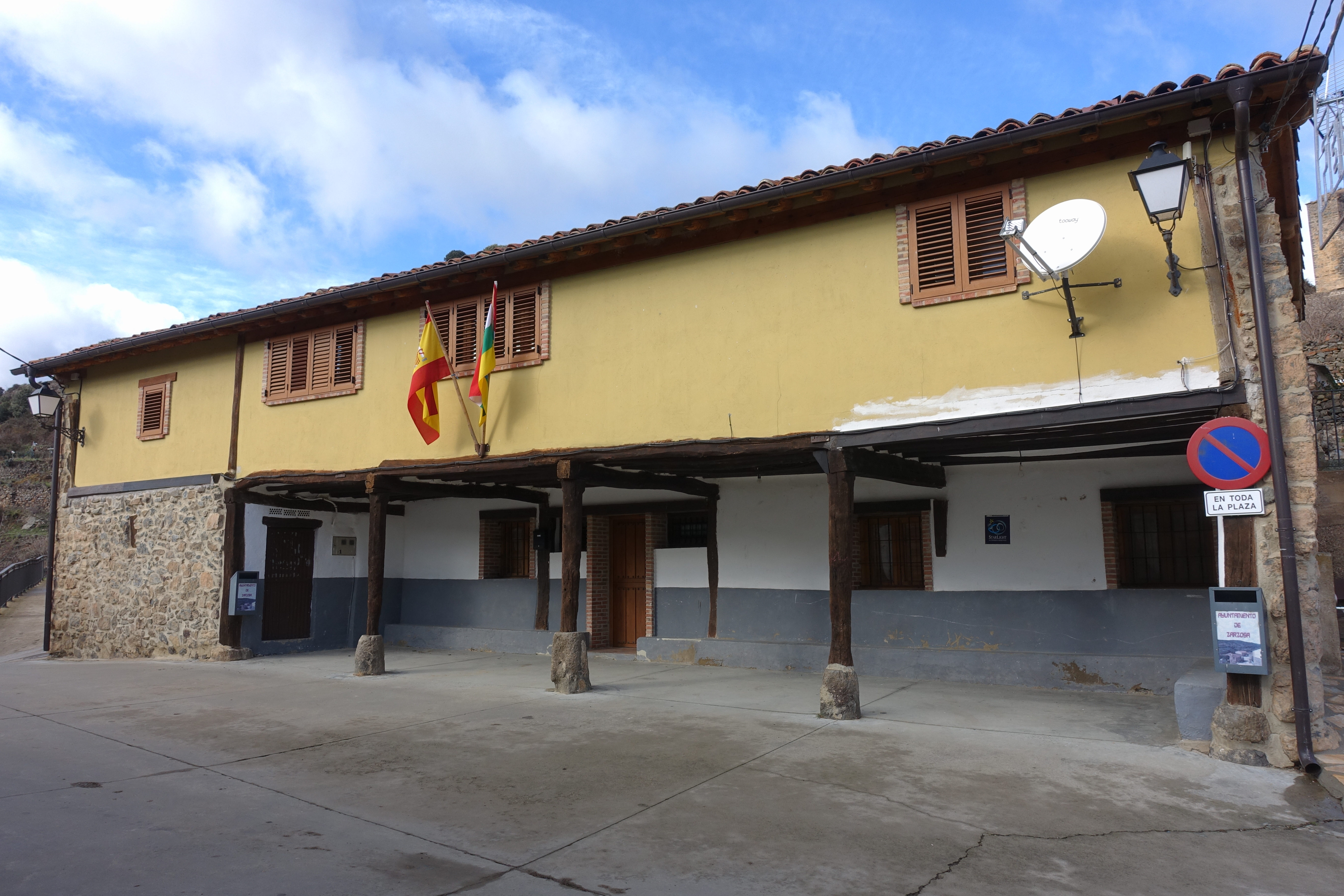
Casa consistorial

Al tener menos de 100 habitantes, es un ayuntamiento de concejo abierto y solo se elige al alcalde, que actualmente es José María Sáenz Blanco, del Partido Popular. En 2007 consiguió 12 votos de 13 totales (el otro fue para el PSOE) y una abstención. A partir de 1983, el alcalde siempre ha pertenecido al Partido Popular. En 1979 ganó las elecciones la UCD con 11 votos válidos y 6 abstenciones. a).
| Periodo   | Nombre                  | Partido |
| --------- | ----------------------- | ------- |
| 1979-1983 | Ángel Rodríguez Rodrigo | UCD     |
| 1983-1987 | Ángel Rodríguez Rodrigo | AP      |
| 1987-1991 | Ángel Rodríguez Rodrigo | AP      |
| 1991-1995 | Ángel Rodríguez Rodrigo | PP      |
| 1995-1999 | José María Sáenz Blanco | PP      |
| 1999-2003 | José María Sáenz Blanco | PP      |
| 2003-2007 | José María Sáenz Blanco | PP      |
| 2007-2011 | José María Sáenz Blanco | PP      |
| 2011-2015 | José María Sáenz Blanco | PP      |
| 2015-2019 | José María Sáenz Blanco | PP      |
| 2019-2023 | José María Sáenz Blanco | PP      |

## Geografía humana

### Demografía
Cuenta con una población de 14 habitantes (INE 2024).
| Gráfica de evolución demográfica de Zarzosa entre 1842 y 2021                                                                                                |
| |
| Población de derecho según los censos de población del INE Población de hecho según los censos de población del INEEn este censo se denominaba Zarzona: 1842 |

## Economía

### Evolución de la deuda viva
El concepto de deuda viva contempla solo las deudas con cajas y bancos relativas a créditos financieros, valores de renta fija y préstamos o créditos transferidos a terceros, excluyéndose, por tanto, la deuda comercial.
| Gráfica de evolución de la deuda viva del ayuntamiento entre 2008 y 2014                             |
| |
| Deuda viva del ayuntamiento en miles de Euros según datos del Ministerio de Hacienda y Ad. Públicas. |